# Округ Простјејов
Округ Простјејов (чеш. Okres Prostějov) је округ у Оломоуцком крају, у Чешкој Републици. Административно средиште округа је град Простјејов.

## Становништво
Према подацима о броју становника из 2012. године округ је имао 109.539 становника.